# 李柏毅
李 柏毅（り はくき、リー ボーイー、1977年〈民国66年〉4月8日 - ）は、中華民国（台湾）の政治家。民主進歩党所属の立法委員。

## 経歴
2014年の高雄市議員選挙で初当選。その後再選され3期務めた。
元高雄市長である陳菊の事務室主任も務めた。
2024年、第11回立法委員選挙では、再選を目指さなかった劉世芳の後任として民進党から高雄市第三選挙区の候補者に指名され、初当選した。

## 選挙記録
| 年度 | 選挙                | 選挙区           | 所属政党   | 得票数  | 得票率 | 当選 | 注釈             |
| ---- | ------------------- | ---------------- | ---------- | ------- | ------ | ---- | ---------------- |
| 2014 | 第2回高雄市議員選挙 | 第四選挙区       | 民主進歩党 | 30,571  | 17.37% |      | 高雄市最多得票数 |
| 2018 | 第3回高雄市議員選挙 | 第四選挙区       | 民主進歩党 | 15,364  | 7.36%  |      |                  |
| 2022 | 第4回高雄市議員選挙 | 第四選挙区       | 民主進歩党 | 15,949  | 9.56%  |      |                  |
| 2024 | 第11回立法委員選挙  | 高雄市第三選挙区 | 民主進歩党 | 108,184 | 49.06% |      |                  |